# Presépio de Alpalhão

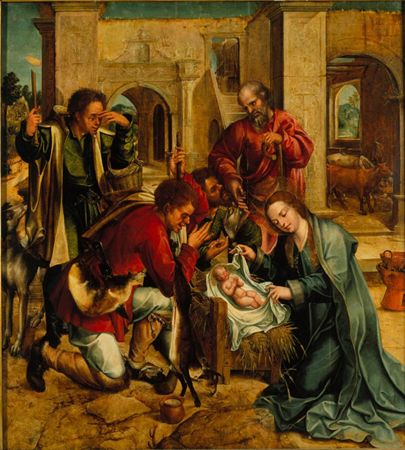
Adoração dos Pastores (c. 1539), de Gregório Lopes, no MNAA.

Presépio de Alpalhão é um auto popular de carácter religioso da freguesia de Alpalhão, no Município de Nisa. Era representado na noite de Natal, antes da Missa do Galo, de porta a porta. Teve origem no século XVIII e ainda era encenado em 1965, ano em que foi pela primeira vez estudado pelo etnomusicólogo Michel Giacometti. Contudo, quando este regressou à terra, por volta de 1971 para a gravação de um episódio televisivo de "Povo que Canta", o auto já não era representado regularmente, encontrando-se em situação de definhamento. A peça tinha apenas 5 personagens, todas atribuídas a atores do sexo masculino: Nossa Senhora, São José (com uma cesta com uma figura do Menino Jesus) e três pastores: Lourenço, Pascuela e Nambre (ou Naimbre). Era composta por partes recitadas e canto.
De todo o auto é particularmente relevante a cantiga "Pastores do verde prado":

## Discografia
- 1998 — Portuguese Folk Music - Vol. 4: Alentejo. Strauss. Faixa 16: "Pastores do Verde Prado".
- 2012 — Canções de Natal Portuguesas. Pequenos Cantores do Conservatório de Lisboa. Numerica. Faixa 2: "Pastores do Verde Prado".
- 2013 — Renascer. Verde Maio. Ovação. Faixa 4: "Natal de Alpalhão".